# Caspar Kuhlmann
Caspar Kuhlmann (* 28. Mai 1926 in Bremen; † 18. September 1990 ebenda) war ein deutscher Pädagoge und Bildungsplaner. Als Oberschulrat war er in der bremischen Senatsverwaltung für Bildung und Wissenschaft verantwortlich für die inhaltliche Schulgestaltung von 1972 bis 1990.

## Leben
Kuhlmann wurde  als zweiter Sohn des Arztes Robert Kuhlmann und seiner Ehefrau Milly geboren. Nach dem Abitur studierte er an den Universitäten Göttingen und Heidelberg Anglistik, Geschichte und Latein, zunächst allerdings nicht mit dem Ziel, Gymnasiallehrer zu werden. Seine erste Doktorarbeit, die er mit 21 Jahren begann, aber durch den Tod seines Doktorvaters Bischof 1947 nicht abschließen konnte, zeigte  sein wissenschaftliches Interesse. Von 1957 bis 1958 arbeitete er ein Jahr im Rahmen des Fulbright-Programms als Austauschlehrer in den USA an der High School Ripon in Wisconsin. Nach dem Referendariat war er von 1958 bis 1964 am Gerhard-Rohlfs-Gymnasium in Bremen-Nord als Assessor und Studienrat tätig.
Er wechselte 1970 vom Schuldienst in die Lehrerausbildung an das Wissenschaftliche Institut für Schulpraxis (WIS) in Bremen. Zwei Jahre später wurde er in die senatorische Behörde auf eine Oberschulratsstelle berufen und mit dem Aufbau des neu eingerichteten Referates Lernplanung beauftragt.
Er war verheiratet mit Ilse Kuhlmann, geborene Kuhlenkampff.

## Wirken im Max-Planck-Institut für Bildungsforschung
Von 1965 bis 1967 arbeitete Kuhlmann am Max-Planck-Institut für Bildungsforschung in Berlin unter der Leitung von Hellmut Becker. In der Zusammenarbeit mit Saul B. Robinsohn verfasste er das Buch Schulreform im gesellschaftlichen Prozess. Mit Robinsohn gemeinsam publizierte er den Essay Two Decades of Non-Reform in West-German Education, der zu den maßgeblichen Impulsen gezählt werden kann, die die Notwendigkeit für eine grundlegende Schulreform in Deutschland thematisierte. In diese Zeit fiel auch das von Caspar Kuhlmann verfasste Gutachten Lernen und Verwalten für den Deutschen Bildungsrat.
Aus der Arbeit am Max-Planck-Institut heraus  entstand seine Dissertation bei Rudolf Lennert, die er 1970 abschloss.

## Curriculumentwicklung und Lernplanung in Bremen
Mit dem Namen Kuhlmann verbinden sich Curriculumentwicklung und Lernplanung über einen Zeitraum von fast zwei Jahrzehnten (1972–1990) im Land Bremen. Geprägt durch die Zusammenarbeit mit Saul B. Robinsohn am Max-Planck-Institut für Bildungsforschung hat Kuhlmann Anfang der 1970er Jahre ein pragmatisches Konzept der Curriculumentwicklung für die Bremer Schulen entwickelt und unter Beteiligung der bremischen Lehrerschaft die Inhalte und Ziele schulischen Lernens einer gründlichen und weitreichenden Neubestimmung unterzogen. Ergebnisse waren eine neue Generation von lernzielorientierten Lehrplänen – notiert auf der nach ihm benannten „Kuhlmannleiste“ –, die in Anknüpfung an die curriculumtheoretischen Konzepte der 1970er Jahre strukturell und inhaltlich weit über das hinausgingen, was bislang an bremischen Schulen als Vorgabe für Unterricht üblich war. Die neuen Lehrpläne und ergänzenden Unterrichtsmaterialien bildeten für die von der SPD-Landesregierung durchgesetzten Strukturveränderungen im Schulbereich in den 1970er Jahren (Einführung der Stufenschule mit Orientierungsstufe, Aufbau von Schulzentren, Integration von allgemeiner und beruflicher Bildung in Sek II-Schulzentren) die inhaltliche Komplementierung und Grundlage für die didaktische Neuorientierung des Unterrichts an den bremischen Schulen. Kuhlmann  begründete in seiner Schrift Unsere Schule ändert sich bildungs- und lerntheoretisch die vielfältigen strukturellen Veränderungen im bremischen Bildungswesen. Er veröffentlichte zu einer Vielzahl pädagogischer Themen. Während seiner Behördentätigkeit war er häufig als Ghostwriter für mehrere Senatoren tätig.

## Beiträge zur Friedenserziehung
Angeregt durch seine Mitarbeit in der Stiftung für Friedensarbeit „die schwelle“ nahm Kuhlmann Anfang der 1980er Jahre als einer der Ersten in Deutschland das Thema Friedenserziehung im Kontext der Schulbuchanalyse auf. Es ging ihm um Antworten auf die Frage, warum den Themen Frieden und Friedenssicherung in Schulbüchern deutlich weniger Interesse galt als der Darstellung von Kriegen und Gewalt. Seine Untersuchungen und Analysen mündeten ein in mehrere Aufsätze und insbesondere in die Buchveröffentlichung Frieden – kein Thema europäischer Schulgeschichtsbücher, die in mehrere Sprachen übersetzt wurde. Seine Studien wurden von anderen Autoren aufgenommen und für die Länder England, Frankreich, Polen und die Schweiz ergänzt. Es folgten Vorträge dazu unter anderem in Polen und in der damaligen DDR sowie in mehreren Bundesländern. Die positive überregionale und internationale Resonanz  führten zu einer intensiveren Beschäftigung mit friedenspädagogischen Themen für den Unterricht. Mehrere Arbeitsmappen zur Friedenserziehung wurden als Unterrichtsmaterial entwickelt und unterrichtlich eingesetzt.

## Publikationen (Auswahl)
- Mit Saul B. Robinsohn: Two Decades of Non-Reform in West-German Education. In: Comparative Education Review. No 3/1967.
- Zehn Thesen zur Schulreform und Bildungspolitik. In: C. Führ (Hrsg.): Zur Bildungsreform in der Bundesrepublik Deutschland. Weinheim 1969. (Bericht u. Dokumentation über e. Tagung im Unesco-Inst. f. Pädagogik in Hamburg vom 18. – 21. Juni 1968)
- Schulreform und Gesellschaft in der Bundesrepublik Deutschland 1946–1966. Stuttgart 1970.
- Lernen und Verwalten, Deutscher Bildungsrat. (= Gutachten und Studien der Bildungskommission. Band 23). Stuttgart 1972, ISBN 3-12-925070-0.
- Grundzüge der Lernplanung im Lande Bremen. Hrsg. v. Senator für Bildung, Wissenschaft und Kunst. Bremen 1974.
- Unsere Schule ändert sich. Hrsg. vom Senator für Bildung, Wissenschaft u. Kunst. Bremen 1979.
- Frieden – Kein Thema europäischer Schulgeschichtsbücher? Frankfurt 1982, ISBN 3-8204-7028-X.
- Mit R. Möhlenbrock: Stand und Perspektiven der Lernplanung im Land Bremen. Hrsg. vom Senator für Bildung, Wissenschaft u. Kunst. Bremen 1988.
- Psychologische Gesichtspunkte zur Lernplanung im Lande Bremen. In: H. Heye, W. Arnold (Hrsg.): Texte zur Schulpsychologie und Bildungsberatung. Band 3, Braunschweig 1979.
- Wechsel des Blickwinkels im Geschichtsunterricht. Friedenserziehung als Gegenstand von Schulbüchern. In: Neue Sammlung. Heft 1/1981.
- Peace, a topic in European history text-books. Lang, Frankfurt am Main 1985, ISBN 3-8204-7029-8.
- Entdeckendes Lernen und Basisqualifikationen. In: U. Hameyer (Hrsg.): Aktif – Erfahrungsberichte und Studien. (= IPN-Materialien). Kiel 1987, ISBN 3-89088-021-5.
- Namibia im Schulunterricht. Hrsg. v. Senator für Bildung, Wissenschaft und Kunst. Bremen 1987.
- Bildung für unsere Zeit – Denkanstöße zur Schulgestaltung. Hrsg. v. Rolf Möhlenbrock. Bremen 1992.